# Робсон (округ)
Округ Робсон (англ. Robeson County) располагается в штате Северная Каролина, США. Официально образован в 1787 году. По состоянию на 2010 год, численность населения составляла 134 168 человек.

## География
По данным Бюро переписи США, общая площадь округа равняется 2463,092 км2, из которых 2457,912 км2 занимает суша и 5,180 км2 или 0,23% приходится на водную поверхность.

## Климат
Согласно данным представленным Национальной метеорологической службой США, в городе Ламбертоне влажный субтропический климат с жарким, влажным летом и прохладной зимой.

## Население
По данным переписи населения 2010 года в округе проживает 134 168 жителей в составе 43 677 домашних хозяйств и 32 015 семей. Плотность населения составляет 50,00 человек на км2. На территории округа насчитывается 47 779 жилых строений, при плотности застройки около 19,00-ти строений на км2. Расовый состав населения: белые — 32,80 %, афроамериканцы — 25,11 %, коренные американцы (индейцы) — 38,02 %, азиаты — 0,33 %, гавайцы — 0,06 %, представители других рас — 2,26 %, представители двух или более рас — 1,41 %. Испаноязычные составляли 7,4 % населения независимо от расы.
В составе 37,00 % из общего числа домашних хозяйств проживают дети в возрасте до 18 лет, 46,60 % домашних хозяйств представляют собой супружеские пары проживающие вместе, 20,60 % домашних хозяйств представляют собой одиноких женщин без супруга, 26,70 % домашних хозяйств не имеют отношения к семьям, 22,70 % домашних хозяйств состоят из одного человека, 8,30 % домашних хозяйств состоят из престарелых (65 лет и старше), проживающих в одиночестве. Средний размер домашнего хозяйства составляет 2,75 человека, и средний размер семьи 3,20 человека.
Возрастной состав округа: 29,00 % моложе 18 лет, 10,60 % от 18 до 24, 29,30 % от 25 до 44, 21,10 % от 45 до 64 и 21,10 % от 65 и старше. Средний возраст жителя округа 32 лет. На каждые 100 женщин приходится 94,70 мужчин. На каждые 100 женщин старше 18 лет приходится 91,20 мужчин.
Средний доход на домохозяйство в округе составлял 28 202 USD, на семью — 32 514 USD. Среднестатистический заработок мужчины был 26 646 USD против 20 599 USD для женщины. Доход на душу населения составлял 13 224 USD. Около 19,60 % семей и 28,20 % общего населения находились ниже черты бедности, в том числе — 30,00 % молодежи (тех, кому ещё не исполнилось 18 лет) и 25,30 % тех, кому было уже больше 65 лет.